# Sed de venganza
Sed de venganza är en amerikansk telenovela som sändes på Telemundo från 2024, med Isabella Castillo, Danilo Carrera och Alexa Martín i huvudrollerna.

## Handling
Fernanda Ríos är fast besluten att befria sig från de övergrepp hon utsattes för i sin barndom. Men hennes planer går fel när bedrägeri och utpressning leder henne in i Eugenio Beltráns mörka rike, som tränar henne att genomföra en hämndplan mot familjen Del Pino. Fernanda infiltrerar familjen Del Pino och försvagar dess medlemmar för att ta över deras företag och förmögenhet. Tio år senare återvänder Francisco, vars liv Fernanda förstörde, för att söka hämnd, nu under Emilio Montenegros identitet. Men Fernanda är omedveten om sin sanna identitet och hans ankomst väcker i henne en oväntad passion som komplicerar hennes planer på hämnd.

## Rollista (i urval)
- Isabella Castillo – Fernanda Ríos / Regina Castaño[2]
- Danilo Carrera – Francisco Ramírez / Emilio Montenegro
- Alexa Martín – Elisa del Pino
- Carlos Torres – Gabriel del Pino[3]
- Sebastián Carvajal – Marcelo Echeverri
- Diego Olivera – Eugenio Beltrán[3]
- Daniela Martínez – Mónica Rodríguez
- Roberto Romano – Alonso del Pino
- Fefi Oliveira – Brenda Ferrero
- Rodolfo Salas – Roberto León[4]
- María José Camacho – Ana del Pino
- Javier Ponce – Sebastián del Pino
- Sandra Itzel – Patricia Flores
- Humberto Búa – Fermín Pérez
- Roberta Burns – Tania Villanueva
- María Laura Quintero – Erika Flores
- Claudia Coira – Claudia Flores
- María Eugenia Arboleda – Mirna Guerrero
- Saúl Lisazo – Alfredo del Pino